# Negombo Youth Sports Club
Maillots
Le Negombo Youth Sports Club, plus couramment abrégé en Negombo Youth, est un club srilankais de football fondé en 1962 et basé à Colombo, la capitale du pays.

## Histoire
Fondé à Colombo en 1962, il compte trois titres nationaux : deux titres de champion du Sri Lanka et une Coupe du Sri Lanka.
Le club ne compte qu'une seule qualification continentale, obtenue à la suite de sa finale en Coupe du Sri Lanka en 2001. Le vainqueur de la Coupe, Saunders SC, ayant réalisé le doublé Coupe-championnat, se qualifie pour la Coupe d'Asie des clubs champions 2001-2002, ce qui libère la place en Coupe des Coupes 2001-2002. Malheureusement, Negombo Youth déclare forfait avant son entrée en lice face à la formation hongkongaise de South China AA et ne compte donc aucun match continental à son actif.

## Palmarès
| Compétitions nationales |
| --- |
| - Championnat du Sri Lanka (2) : - Champion : 2003 et 2006. - Vice-Champion : 2000-01. - Coupe du Sri Lanka (1) : - Vainqueur : 2007. - Finaliste : 2001 et 2006. |